# لاري نيكولز
لاري نيكولز (بالإنجليزية: Larry Nichols)‏ هو خبير مالي ورائد أعمال وشاعر أمريكي، ولد في 1950.

## وصلات خارجية
- الموقع الرسمي
- لاري نيكولز على موقع إن إن دي بي (الإنجليزية)